# On the Level
On the Level es el octavo álbum de estudio de la banda británica de rock Status Quo, publicado en 1975 por Vertigo Records para el Reino Unido y por Capitol Records para el mercado estadounidense. De acuerdo a ciertos críticos, es uno de sus mejores discos de la década de los setenta y a su vez uno de los más exitosos.
Como dato la portada original consiste en una fotografía de los miembros de la banda tomada en una habitación de Ames, y que en la contraportada interior aparecía una imagen informal de la primera fotografía. En ciertas ediciones posteriores la imagen interna del disco no se incluía. Por otro lado, en el 2005 se remasterizó con cinco pistas adicionales; la versión sencillo de «Down Down» y cuatro canciones en vivo.

## Recepción comercial
A los pocos días de su lanzamiento obtuvo un gran éxito comercial en el Reino Unido, ya que alcanzó el primer lugar en la lista UK Albums Chart, convirtiéndose en el segundo disco de la banda en lograr dicha posición después de Hello! de 1973. Además en abril del mismo año fue certificado con disco de oro por la British Phonographic Industry, luego de superar las 100 000 unidades vendidas.
Para promocionarlo en noviembre de 1974 se publicó su único sencillo, «Down Down», que logró la primera posición en la lista británica UK Singles Chart. En febrero de 1975 fue certificado con disco de plata en el país inglés, por vender más de 200 000 copias.

## Lista de canciones
| N.º | Título                                  | Escritor(es)   | Duración |  |
| 1.  | «Little Lady»                           | Parfitt        | 3:03     |  |
| 2.  | «Most of the Time»                      | Rossi, Young   | 3:22     |  |
| 3.  | «I Saw the Light»                       | Rossi, Young   | 3:40     |  |
| 4.  | «Over and Done»                         | Lancaster      | 3:55     |  |
| 5.  | «Nightride»                             | Rossi, Parfitt | 3:54     |  |
| 6.  | «Down Down»                             | Rossi, Young   | 5:35     |  |
| 7.  | «Broken Man»                            | Lancaster      | 4:14     |  |
| 8.  | «What to Do»                            | Rossi, Young   | 3:07     |  |
| 9.  | «Where I Am»                            | Parfitt        | 2:45     |  |
| 10. | «Bye Bye Johnny» (cover de Chuck Berry) | Chuck Berry    | 5:21     |  |

| Pistas adicionales en remasterización de 2005 |                                                 |                                                          |          |  |
| N.º                                           | Título                                          | Escritor(es)                                             | Duración |  |
| 11.                                           | «Down Down» (versión sencillo)                  | Rossi, Young                                             | 3:50     |  |
| 12.                                           | «Roll Over Lay Down» (en vivo)                  | Rossi, Parfitt, Lancaster, Coghlan, Young                | 5:41     |  |
| 13.                                           | «Gerdundula» (en vivo)                          | Rossi, Young                                             | 2:35     |  |
| 14.                                           | «Junior's Wailing» (en vivo)                    | White, Pugh                                              | 3:57     |  |
| 15.                                           | «Roadhouse Blues» (cover de The Doors, en vivo) | Jim Morrison, Ray Manzarek, John Densmore, Robby Krieger | 12:24    |  |

## Músicos
- Francis Rossi: voz y guitarra líder
- Rick Parfitt: voz, guitarra rítmica y teclados
- Alan Lancaster: bajo
- John Coghlan: batería